# Manuel Carlos da Cunha e Távora

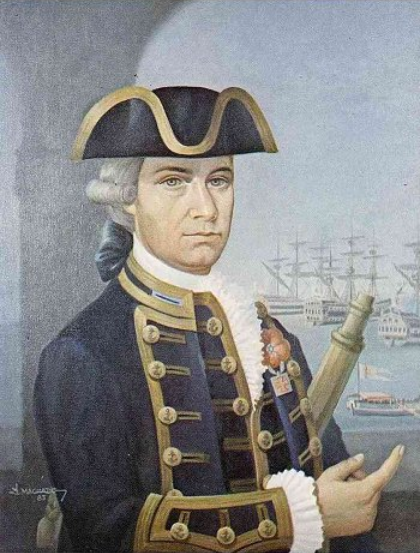
O Conde de São Vicente

D. Manuel Carlos da Cunha e Távora (c. 1730), 6º Conde de São Vicente, nasceu numa família de marinheiros e militares da mais alta linhagem do Reino de Portugal, mais tarde deixou de utilizar o apelido de Tavora devido ao banimento dos Távoras no reinado de D. José I. Terá sido o grande impulsionador da criação da Academia Real de Marinha e foi o primeiro comandante da Academia Real dos Guardas-Marinhas (hoje Escola Naval).
A sua família já tinha uma notável tradição marinheira, remontando pelo menos ao tempo do seu trisavô, o 1º Conde de S. Vicente, que quando Vice Rei da Índia organizou uma grande armada para bater os mouros no Estreito de Ormuz e tomar Mascate. Também o seu avô, o 4ª Conde de S. Vicente serviu com almirante na armada que em 1716 foi em socorro do Papa Clemente XI contra os turcos e tomou parte na batalha de Matapão sob as ordens de Lopo Furtado de Mendonça.

## Biografia
Assentou praça de soldado no Regimento da Primeira Armada em 1744. Por patente de 25 de Janeiro de 1751 passou a Capitão de Infantaria do mesmo regimento. Por decreto de 31 de Maio de 1755 foi promovido a Capitão-tenente e a Capitão-de-mar-e-guerra em 4 de Novembro de 1759.
Sendo um Távora (por linha varonil) e Atouguia (por linha materna) foi no entanto poupado à tragédia que se abateu sobre estas famílias na sequência do atentado de 1758 contra o Rei D. José I.
Em 1779, por decreto de 10 de Junho, passou a Marechal de Campo dos exércitos de Sua Majestade, transitando assim para o Exército, onde se manteve por 3 anos. 
Em 1782 regressou à marinha sendo nomeado Ajudante de Ordens do capitão general, Marquês de Angeja. É nesta situação que veio a encontrar a tarefa a que porventura se veio a dedicar mais devotamente ao longo da sua carreira: a organização e lançamento da Companhia dos Guardas-marinhas e da Academia Real dos Guardas-Marinhas.
Casou com D. Luísa Caetana de Lorena, filha dos Duques de Cadaval. 